# Герб принца Іспанії
Герб принца Іспанії описаний в іспанському указі №814 від 22 квітня 1971 р., яким були прийняті Правила для прапорів, штандартів, лінійних прапорців, знамен і значків.

## Блазон
Щит почетвертований: 
- у першому червоному золотий замок із трьома синіми вікнами, воротами, трьома вежами (герб Кастилії);
- у другому срібному пурпуровий лев із золотим озброєнням і короною (герб Леону);
- у третьому золотому чотири червоні стовпи (герб Арагону);
- у четвертому золоті ланцюги (герб Наварри);

У п'ятому срібному полі в основі гранат з червоним насінням і двома зеленими листами (герб Гранади). 
У серцевому синьому щитку з червоною облямівкою три лілії (герб королівського дому Бурбон-Анжу). 
За щитом розташовано червоний бургундський хрест, а під ним - червоне ярмо і пучок із п’яти стріл із стрічками,що раніше були символами католицьких монархів Іспанії. 
Композиція оточена ланцюгом ордену Золотого руна і увінчана принца короною з того ж металу та дорогоцінного каміння, з вісьмома розетками, п’ятьма із них видимими, вісьмома перлами, перемежованими, зверху закритими чотирма дугами, також прикрашеними перлами, і поєднані хрестом на земній кулі. 

## Зовнішні джерела
- Опис стандарту та герба принца [Архівовано 22 серпня 2020 у Wayback Machine.] у прапорах світу
- Походження та історія іспанського герба (in Spanish)